# Emrahia
Emrahia là một chi bướm đêm thuộc phân họ Olethreutinae trong họ Tortricidae.

## Các loài
- Emrahia acanthis (Meyrick, 1920)
- Emrahia hoplista (Meyrick, 1927)